# Trochosa paranaensis
Trochosa paranaensis là một loài nhện trong họ Lycosidae.
Loài này thuộc chi Trochosa. Trochosa paranaensis được Cândido Firmino de Mello-Leitão miêu tả năm 1937.